# Kay Ivey

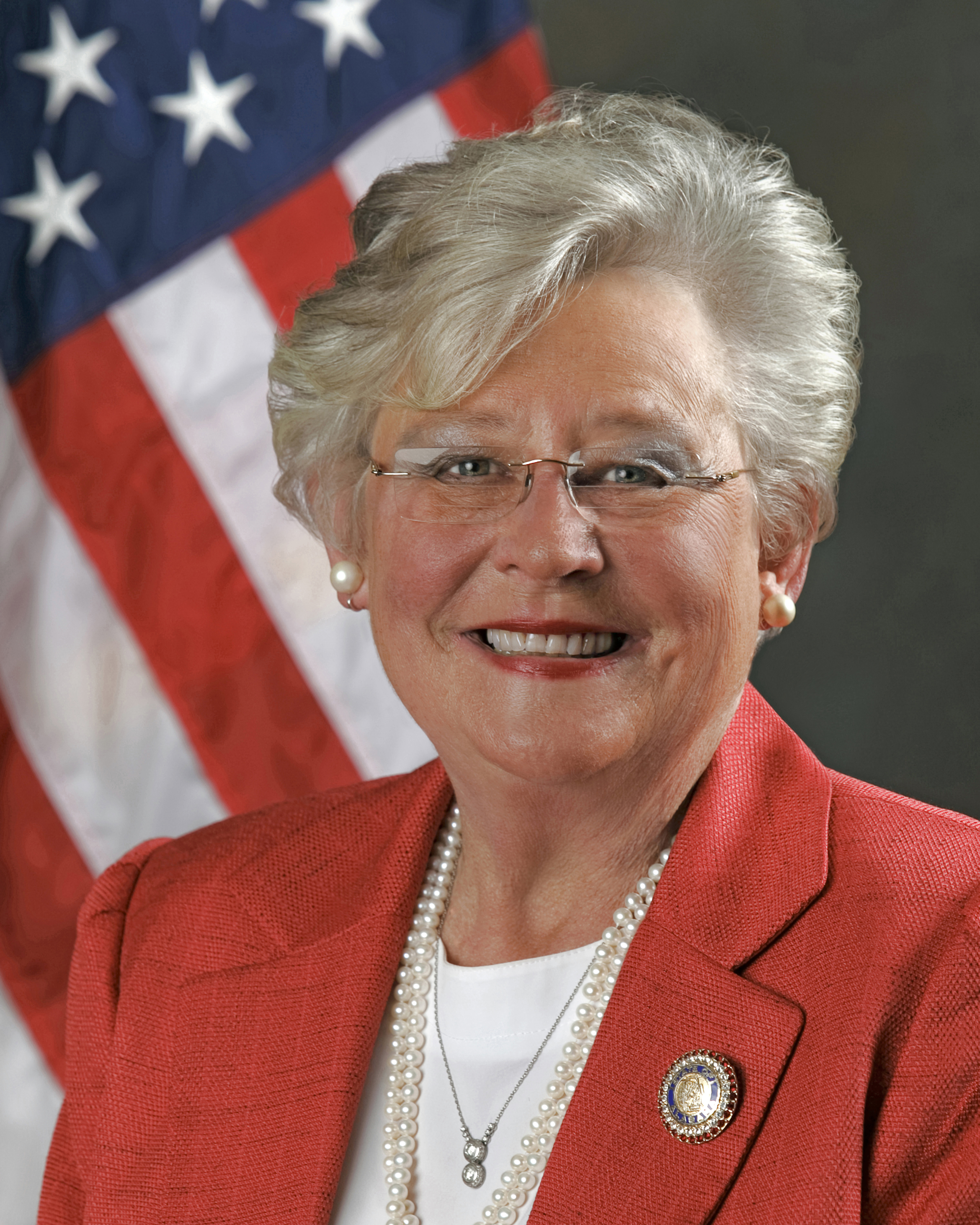
Kay Ivey (Juli 2017)

Kay Ellen Ivey (* 15. Oktober 1944 in Camden, Alabama) ist eine US-amerikanische Politikerin der Republikanischen Partei. Von 2011 bis 2017 war sie Vizegouverneurin des Bundesstaates Alabama. Seit dem Rücktritt von Robert J. Bentley am 10. April 2017 ist sie Gouverneurin des Staates.

## Werdegang

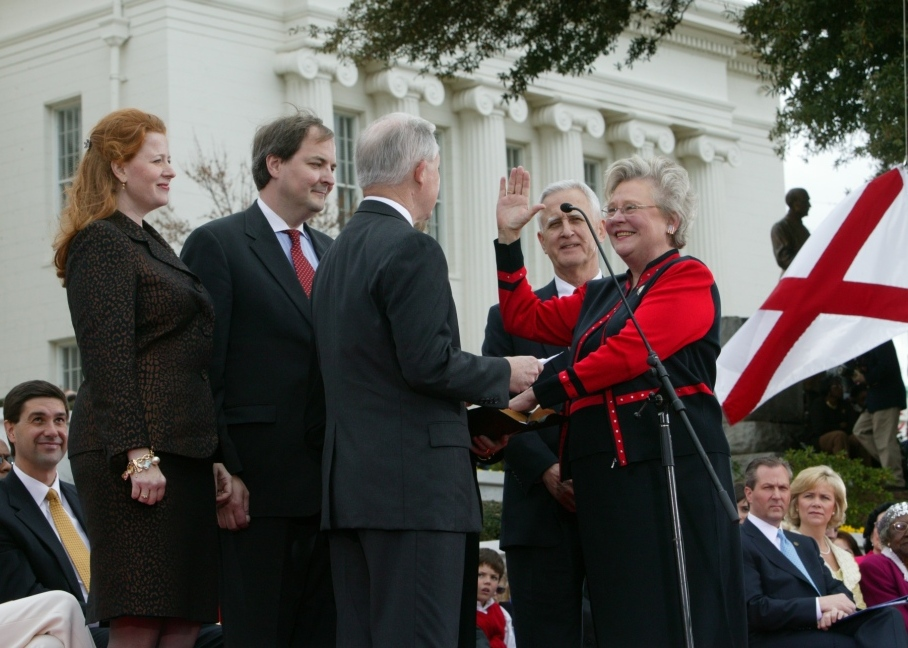
Kay Ivey wird von Senator Jeff Sessions als Finanzministerin eingeschworen (2007)

Kay Ivey absolvierte ein Studium an der Auburn University und arbeitete danach zunächst als Lehrerin sowie im Bankgewerbe. Dabei war sie von 1970 bis 1979 Assistant Vice President der Merchants National Bank/Regions Bank. Zwischenzeitlich war sie auch bei der Staatsbehörde Alabama Development Office angestellt. Anfang der 1980er Jahre war sie in der Verwaltung des Repräsentantenhauses von Alabama tätig. Politisch gehörte sie ursprünglich der Demokratischen Partei an und  wechselte später zu den Republikanern. Nachdem eine Kandidatur für das Amt des State Auditor gescheitert war, war sie zwischen 1985 und 1998 Abteilungsleiterin bei der Bildungsbehörde Alabama Commission on Higher Education. Zwischen 2003 und 2011 war sie als Treasurer Finanzministerin ihres Staates. Aus verfassungsrechtlichen Gründen konnte sie 2010 nicht ein weiteres Mal in dieses Amt gewählt werden. Stattdessen war sie als Kandidatin für die anstehende Gouverneurswahl im Gespräch. Nachdem sie anfangs tatsächlich kandidieren wollte, änderte sie ihre Meinung und bewarb sich für den Vizegouverneursposten.
Im November 2010 wurde Ivey dann an der Seite von Robert J. Bentley zur Vizegouverneurin von Alabama gewählt. Dieses Amt bekleidete sie seit dem 17. Januar 2011. Im Jahr 2014 wurde sie bestätigt. Bentley trat am 10. April 2017 von seinem Amt zurück, nachdem die Alabama Legislature aufgrund mehrerer mutmaßlich von ihm begangener Straftaten in Verbindung mit einer außerehelichen Beziehung mit einer Mitarbeiterin ein Amtsenthebungsverfahren begonnen hatte. Somit rückte Ivey auf den Gouverneursposten nach. Das Amt des Vizegouverneurs war seitdem vakant.
In der Gouverneurswahl am 6. November 2018 konnte sie ihr Amt mit 59,5 % gegen den demokratischen Herausforderer Walter Maddox, Bürgermeister von Tuscaloosa, verteidigen und damit eine volle Amtszeit gewinnen. Ihr Parteikollege Will Ainsworth setzte sich bei der Vizegouverneurswahl durch.

## Positionen

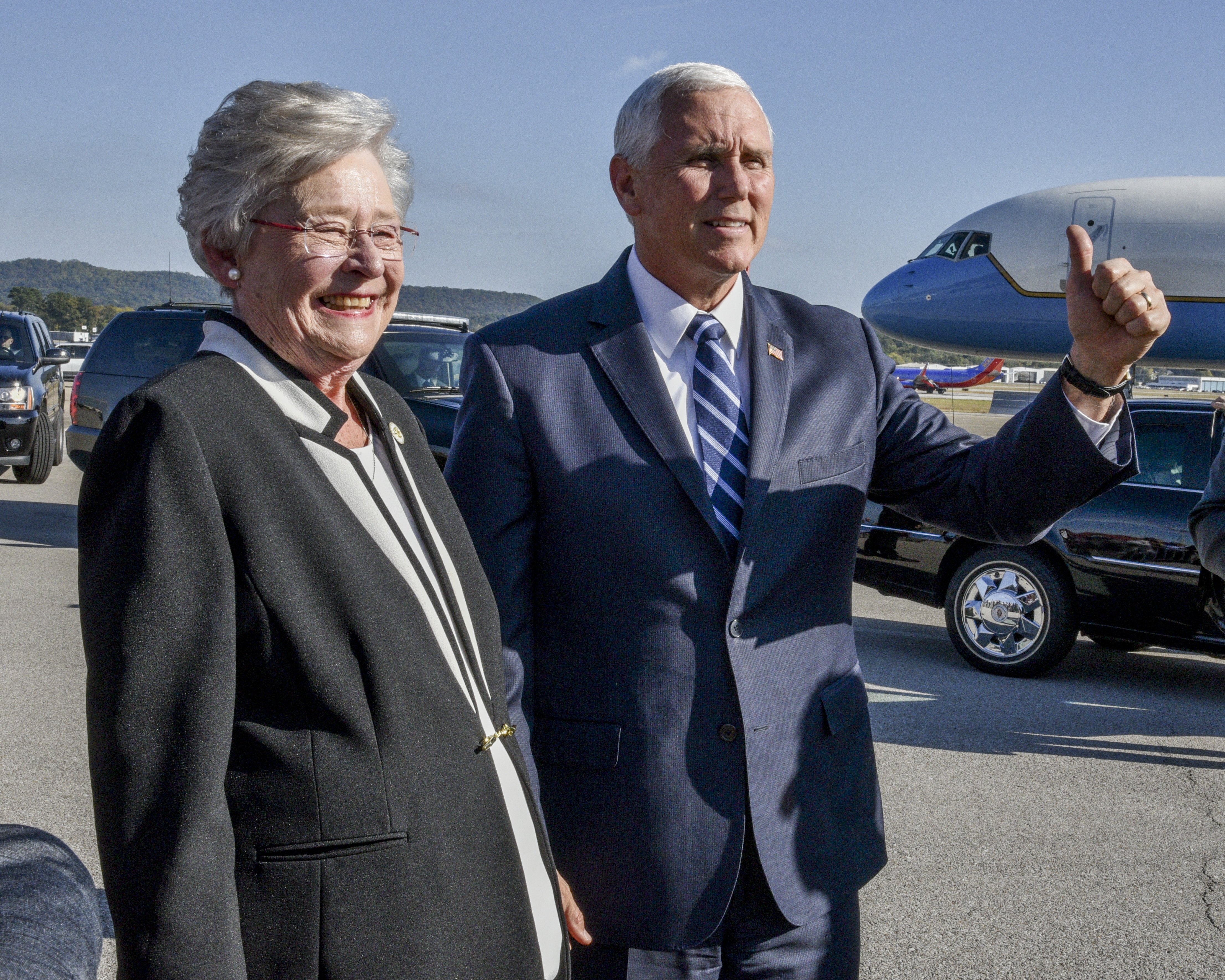
Ivey mit US-Vizepräsident Mike Pence (2018)

Ivey plädiert energisch gegen von US-Präsident Trump geplante Zölle auf Autoimporte. Sie könnten, so Ivey, Unternehmen schaden, die Tausende in Alabama lebende Menschen beschäftigen und mit Milliarden zur Volkswirtschaft Alabamas beitragen.
Sie meint, mit der Vollstreckung von Todesurteilen würde „Gerechtigkeit“ geschaffen. Sie unterzeichnete 2017 ein Gesetz, das schnellere Durchführungen der Todesstrafe ermöglicht. Als im Vorfeld der Außerordentlichen Senatswahl in Alabama 2017 Vorwürfe wegen sexuellen Missbrauchs gegen den kontroversen republikanischen Kandidaten Roy Moore laut wurden, kündigte Ivey an, für Moore zu stimmen, um die republikanische Mehrheit im Senat nicht zu gefährden, obwohl sie keinen Grund sehe, den Vorwürfen nicht zu glauben. Diese Haltung brachte ihr einige Kritik ein.
Im Mai 2019 unterzeichnete Ivey ein Gesetz, mit dem Abtreibungen in Alabama in fast allen Fällen verboten werden. Das Gesetz sieht Strafen von bis zu 99 Jahren Haft für Ärzte vor, die Abtreibungen vornehmen. Auch Schwangerschaften, die durch Inzest oder Vergewaltigungen zustande kamen, dürfen nur dann abgebrochen werden, wenn akute Gesundheitsgefahr für die Mutter besteht.

## Kontroversen
Im Februar 2019 wurden Fotos im Jahrbuch der Universität von Auburn aus dem Jahr 1967 bekannt, die mehrere Studentinnen mit schwarz angemalten Gesichtern zeigen. Diese Praxis, Blackfacing genannt, gilt als rassistisch. Ivey war zu der Zeit eine Studentin der Universität. Sie selbst ist auf keinem der Bilder zu sehen; eines befindet sich allerdings auf der Seite ihrer Schwesternschaft, Alpha Gamma Delta. Ivey erklärte, sie habe von dem Foto nichts gewusst und sei zu der Zeit nicht mehr sehr aktiv in der Schwesternschaft gewesen.
Im August 2019 wurde ein Radiointerview mit Ivey und ihrem damaligen Mann LaRavia aus ihrer Studentenzeit bekannt, in dem LaRavia erwähnt, dass Ivey an einer satirischen Darbietung teilgenommen habe, bei der sie sich auch das Gesicht schwarz angemalt habe. Ivey entschuldigte sich ausdrücklich für ihr Verhalten. Einige Demokraten aus Alabama forderten daraufhin ihren Rücktritt.